# كورتيس توماس
كورتيس توماس (بالإنجليزية: Curtis Thomas)‏ هو سياسي أمريكي، ولد في 1948 في فيلادلفيا في الولايات المتحدة. حزبياً، نشط في الحزب الديمقراطي. وقد انتخب عضو مجلس نواب بنسيلفانيا.